# Critics’ Choice Television Awards 2014

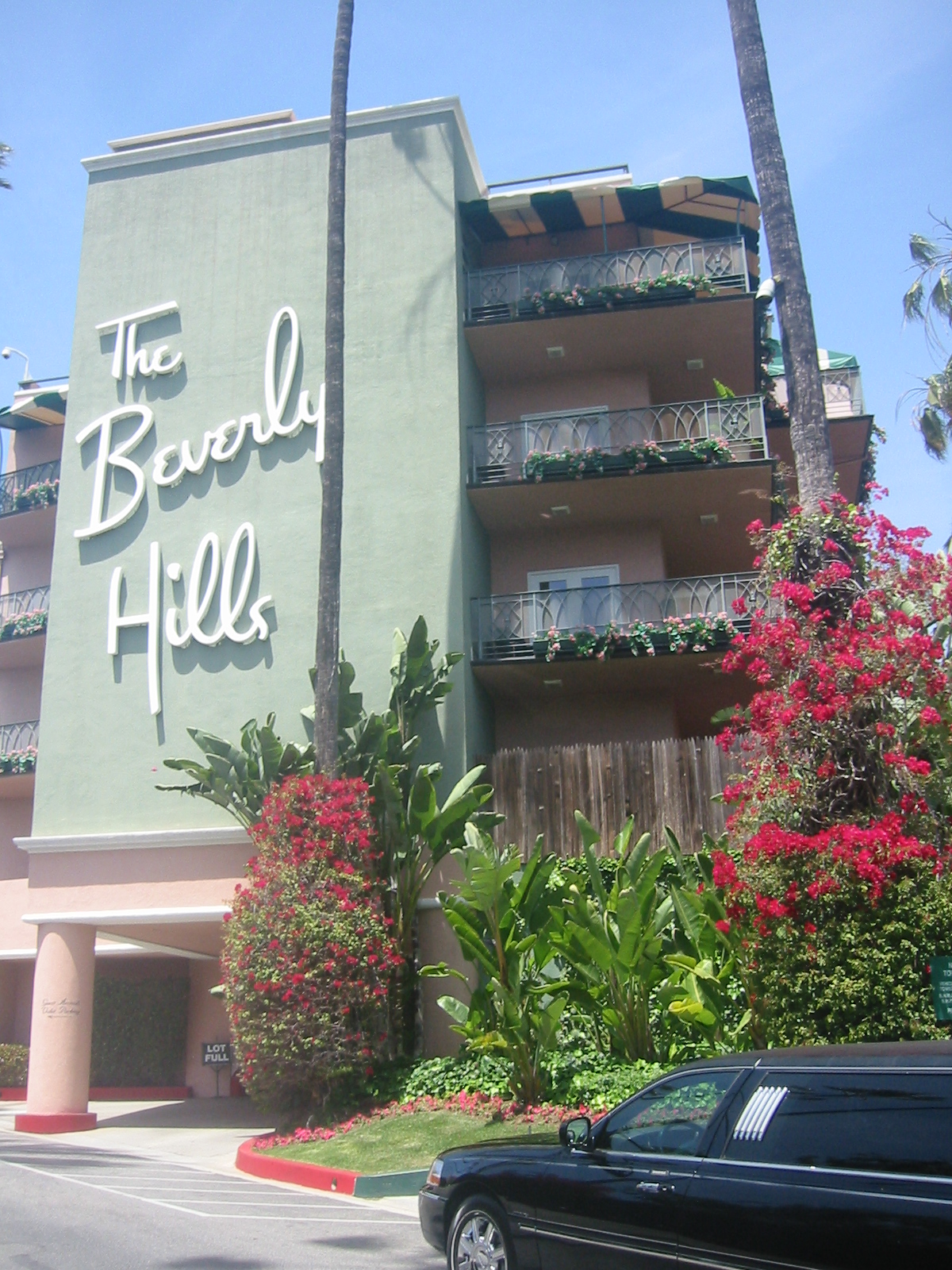
Das Beverly Hills Hotel, Veranstaltungsort der Critics’ Choice Television Awards 2014

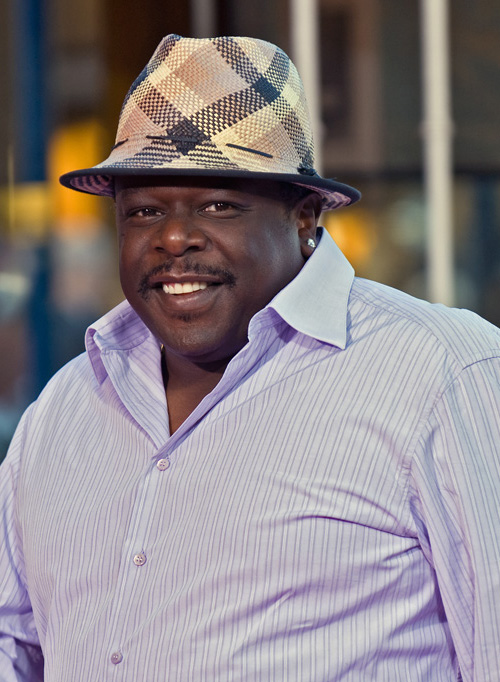
Cedric the Entertainer, Moderator der Verleihung

Die Critics’ Choice Television Awards 2014 wurden von der Broadcast Television Journalists Association (BTJA) am 19. Juni 2014 im Beverly Hills Hotel im kalifornischen Beverly Hills vergeben. Die Nominierungen wurden am 28. Mai 2014 bekanntgegeben. Berücksichtigt wurden Programme, die im Zeitraum vom 1. Juni 2013 bis zum 31. Mai 2014 in der Hauptsendezeit ausgestrahlt worden sind. In den Vereinigten Staaten wurde die Zeremonie live vom Sender The CW ausgestrahlt. Moderiert wurde die Veranstaltung von Cedric the Entertainer.
Unabhängig von der eigentlichen Verleihung wurden am 9. Juni 2014 die Awards in der Kategorie Vielversprechendste neue Serie (im Original Most Exciting New Series) verliehen.

## Übersicht
| Serie/Film                     | N | A |
| ------------------------------ | - | - |
| Fargo                          | 5 | 3 |
| The Normal Heart               | 5 | 2 |
| The Big Bang Theory            | 5 | 1 |
| Masters of Sex                 | 5 | 1 |
| Good Wife                      | 5 | 0 |
| Orange Is the New Black        | 4 | 3 |
| Breaking Bad                   | 4 | 2 |
| The Americans                  | 4 | 0 |
| Sherlock: Sein letzter Schwur  | 4 | 0 |
| American Horror Story          | 3 | 1 |
| Veep – Die Vizepräsidentin     | 3 | 1 |
| Ein Abenteuer in Raum und Zeit | 3 | 0 |
| Louie                          | 3 | 0 |
| Silicon Valley                 | 3 | 0 |
| The Trip to Bountiful          | 3 | 0 |

Am häufigsten nominiert wurden mit je 5 Nennungen die siebte Staffel der Comedyserie The Big Bang Theory, die fünfte Staffel der Politserie Good Wife, die jeweiligen Premierenstaffeln der Dramaserien Fargo und Masters of Sex sowie der HBO-Fernsehfilm The Normal Heart über den Ausbruch der AIDS-Epidemie zu Beginn der 1980er Jahre. Für The Big Bang Theory und Good Wife ist es in der Kategorie Beste Comedyserie bzw. Beste Dramaserie bereits die vierte Nominierung in Folge. Auf je 4 Nominierungen kommen The Americans von FX, AMCs Breaking Bad, die Netflix-Serie Orange Is the New Black und die letzte Episode der dritten Staffel der britischen Krimiserie Sherlock, die den deutschen Titel Sein letzter Schwur trägt. Alle Episoden der Serie besitzen mit einer Laufzeit von knapp 90 Minuten den Charakter eines Fernsehfilmes, womit sie als bester (Fernseh-)Film nominiert werden konnten.
Der Fernsehmehrteiler American Horror Story, der letztes Jahr noch sechsmal in der Sparte Fernsehfilm bzw. Miniserie nominiert gewesen ist, kam dieses Jahr für die dritte Staffel (im Original als American Horror Story: Coven bekannt) nur auf drei Nennungen. Ebenfalls drei Mal nominiert wurden die Comedyserien Louie, Silicon Valley und Veep – Die Vizepräsidentin, der Fernsehfilm The Trip to Bountiful und das Doku-Drama Ein Abenteuer in Raum und Zeit über das Entstehen der Science-Fiction-Serie Doctor Who anlässlich ihres 50-jährigen Jubiläums. Eine postume Nominierung erhielt Christopher Evan Welch für seine Rolle als Peter Gregory in Silicon Valley; Welch verstarb während der Dreharbeiten zur ersten Staffel.
Zum ersten Mal unter den Nominierten vertreten sind unter anderem Broad City, Dancing on the Edge, Mom, Scandal, True Detective (je 2 Nominierungen), The Crazy Ones, Die Goldbergs, The Mindy Project und Looking (je 1). In der Sparte Fernsehfilm bzw. Miniserie wurde erstmals seit der Einführung einer solchen im Jahr 2012 die Kategorie Bester Film oder Miniserie aufgeteilt. So wurden als bester Film neben The Normal Heart, Sherlock – Sein letzter Schwur, The Trip to Bountiful und Ein Abenteuer in Raum und Zeit auch der BBC-Film Burton und Taylor sowie das Doku-Drama Killing Kennedy des National Geographic Channels nominiert. In der Kategorie Beste Miniserie fanden neben Fargo, American Horror Story und Dancing on the Edge noch Luther, Bonnie & Clyde sowie die Fernsehfilmreihe The Hollow Crown, die in den USA von PBS ausgestrahlt wird, Berücksichtigung.
Bei den Reality-TV-Formaten erhielten die Castingshow The Voice und die Dokumentationsreihe Unser Kosmos: Die Reise geht weiter je zwei Nominierungen (als Realityshow und für den besten Moderator). Als Moderator von Dancing with the Stars wurde Tom Bergeron bereits zum vierten Mal in Folge als bester Moderator einer Realityshow nominiert. Unter den Talkshows stellten The Daily Show with Jon Stewart und Jimmy Kimmel Live! mit je vier Nominierungen seit der Einführung des Awards im Jahr 2011 wie im letzten Jahr einen neuen Rekord auf. Denselben Rekord stellte Archer bei den Zeichentrickserien auf, auch wenn diese Kategorie erst 2012 eingeführt wurde, so war die Serie 2011 als beste Comedyserie nominiert.
In der Kategorie Vielversprechendste neue Serie wurden AMCs Halt and Catch Fire, Gotham von Fox, The Leftovers (HBO), FX Networks The Strain, die CBS-Sommerserie Extant, Penny Dreadful von Showtime und Starz’ Outlander, basierend auf der siebenbändigen Highland-Saga von Diana Gabaldon, ausgezeichnet.

## Preisträger und Nominierte

### Sparte Comedy

#### Beste Comedyserie
Orange Is the New Black
The Big Bang Theory
Broad City
Louie
Silicon Valley
Veep – Die Vizepräsidentin (Veep)

#### Bester Hauptdarsteller in einer Comedyserie
Jim Parsons – The Big Bang Theory
Louis C.K. – Louie
Chris Messina – The Mindy Project
Thomas Middleditch – Silicon Valley
Adam Scott – Parks and Recreation
Robin Williams – The Crazy Ones

#### Beste Hauptdarstellerin in einer Comedyserie
Julia Louis-Dreyfus – Veep – Die Vizepräsidentin (Veep)
Ilana Glazer – Broad City
Wendi McLendon-Covey – Die Goldbergs (The Goldbergs)
Amy Schumer – Inside Amy Schumer
Amy Poehler – Parks and Recreation
Emmy Rossum – Shameless

#### Bester Nebendarsteller in einer Comedyserie
Andre Braugher – Brooklyn Nine-Nine
Keith David – Enlightened – Erleuchtung mit Hindernissen (Enlightened)
Tony Hale – Veep – Die Vizepräsidentin (Veep)
Albert Tsai – Trophy Wife
Christopher Evan Welch – Silicon Valley (postum)
Jeremy Allen White – Shameless

#### Beste Nebendarstellerin in einer Comedyserie
Allison Janney – Mom

Kate Mulgrew – Orange Is the New Black
Mayim Bialik – The Big Bang Theory
Kaley Cuoco – The Big Bang Theory
Laverne Cox – Orange Is the New Black
Merritt Wever – Nurse Jackie

#### Beste Gastrolle in einer Comedyserie
Uzo Aduba – Orange Is the New Black
Sarah Baker – Louie
James Earl Jones – The Big Bang Theory
Mimi Kennedy – Mom
Andrew Rannells – Girls
Lauren Weedman – Looking

### Sparte Drama

#### Beste Dramaserie
Breaking Bad
The Americans
Game of Thrones
Good Wife (The Good Wife)
Masters of Sex
True Detective

#### Bester Hauptdarsteller in einer Dramaserie
Matthew McConaughey – True Detective
Bryan Cranston – Breaking Bad
Hugh Dancy – Hannibal
Freddie Highmore – Bates Motel
Matthew Rhys – The Americans
Michael Sheen – Masters of Sex

#### Beste Hauptdarstellerin in einer Dramaserie
Tatiana Maslany – Orphan Black
Lizzy Caplan – Masters of Sex
Vera Farmiga – Bates Motel
Julianna Margulies – Good Wife (The Good Wife)
Keri Russell – The Americans
Robin Wright – House of Cards

#### Bester Nebendarsteller in einer Dramaserie
Aaron Paul – Breaking Bad
Josh Charles – Good Wife (The Good Wife)
Walton Goggins – Justified
Peter Sarsgaard – The Killing
Jon Voight – Ray Donovan
Jeffrey Wright – Boardwalk Empire

#### Beste Nebendarstellerin in einer Dramaserie
Bellamy Young – Scandal
Christine Baranski – Good Wife (The Good Wife)
Anna Gunn – Breaking Bad
Annet Mahendru – The Americans
Melissa McBride – The Walking Dead
Maggie Siff – Sons of Anarchy

#### Beste Gastrolle in einer Dramaserie
Allison Janney – Masters of Sex
Beau Bridges – Masters of Sex
Walton Goggins – Sons of Anarchy
Joe Morton – Scandal
Carrie Preston – Good Wife (The Good Wife)
Diana Rigg – Game of Thrones

### Sparte Fernsehfilm bzw. Miniserie

#### Bester Film
The Normal Heart
Ein Abenteuer in Raum und Zeit (An Adventure in Space and Time)
Burton und Taylor (Burton and Taylor)
Killing Kennedy
Sherlock: Sein letzter Schwur (His Last Vow)
The Trip to Bountiful

#### Beste Miniserie
Fargo
American Horror Story (American Horror Story: Coven)
Bonnie & Clyde (Bonnie and Clyde: Dead and Alive)
Dancing on the Edge
The Hollow Crown
Luther

#### Bester Hauptdarsteller in einem Film oder Miniserie
Billy Bob Thornton – Fargo
David Bradley – Ein Abenteuer in Raum und Zeit (An Adventure in Space and Time)
Benedict Cumberbatch – Sherlock: Sein letzter Schwur (His Last Vow)
Chiwetel Ejiofor – Dancing on the Edge
Martin Freeman – Fargo
Mark Ruffalo – The Normal Heart

#### Beste Hauptdarstellerin in einem Film oder Miniserie
Jessica Lange – American Horror Story (American Horror Story: Coven)
Helena Bonham Carter – Burton und Taylor (Burton and Taylor)
Minnie Driver – Return to Zero
Whoopi Goldberg – A Day Late and a Dollar Short
Holliday Grainger – Bonnie & Clyde (Bonnie and Clyde: Dead and Alive)
Cicely Tyson – The Trip to Bountiful

#### Bester Nebendarsteller in einem Film oder Miniserie
Matthew Bomer – The Normal Heart
Warren Brown – Luther
Martin Freeman – Sherlock: Sein letzter Schwur (His Last Vow)
Colin Hanks – Fargo
Joe Mantello – The Normal Heart
Blair Underwood – The Trip to Bountiful

#### Beste Nebendarstellerin in einem Film oder Miniserie
Allison Tolman – Fargo
Amanda Abbington – Sherlock: Sein letzter Schwur (His Last Vow)
Kathy Bates – American Horror Story (American Horror Story: Coven)
Ellen Burstyn – Flowers in the Attic – Blumen der Nacht (Flowers in the Attic)
Jessica Raine – Ein Abenteuer in Raum und Zeit (An Adventure in Space and Time)
Julia Roberts – The Normal Heart

### Sparte Reality-TV

#### Beste Realityshow
Unser Kosmos: Die Reise geht weiter (Cosmos: A Spacetime Odyssey)
Duck Dynasty
Der gefährlichste Job Alaskas (Deadliest Catch)
MythBusters – Die Wissensjäger (MythBusters)
Top Gear USA (Top Gear)
Undercover Boss

#### Beste Realityshow – Wettbewerb
Shark Tank
The Amazing Race
Project Runway
Survivor
Top Chef
The Voice

#### Bester Moderator einer Realityshow
Neil deGrasse Tyson – Unser Kosmos: Die Reise geht weiter (Cosmos: A Spacetime Odyssey)
Tom Bergeron – Dancing with the Stars
Carson Daly – The Voice
Cat Deeley – So You Think You Can Dance
Gordon Ramsay – MasterChef
RuPaul – RuPaul’s Drag Race

### Weitere Kategorien

#### Beste Zeichentrickserie
Archer
Adventure Time – Abenteuerzeit mit Finn und Jake (Adventure Time)
Bob’s Burgers
Family Guy
Phineas und Ferb (Phineas and Ferb)
Die Simpsons (The Simpsons)

#### Beste Talkshow
The Tonight Show Starring Jimmy Fallon
The Colbert Report
Conan
The Daily Show with Jon Stewart
The Ellen DeGeneres Show
Jimmy Kimmel Live!

#### Vielversprechendste neue Serie
Es wurden alle folgenden Serien ausgezeichnet:
Extant

Gotham

Halt and Catch Fire

The Leftovers

Outlander

Penny Dreadful

The Strain